# Långskäret (vid Örö, Kimitoön)
Långskäret är en ö i Finland. Den ligger i Skärgårdshavet vid Örö i kommunen Kimitoön i landskapet Egentliga Finland, i den sydvästra delen av landet. Ön ligger omkring 69 kilometer söder om Åbo och omkring 150 kilometer väster om Helsingfors.
Öns area är 5,3 hektar och dess största längd är 0,5 kilometer i nord-sydlig riktning. Ön höjer sig omkring 10 meter över havsytan.
I övrigt finns följande på Långskäret:
- Slätskäret (en ö)
- Snåldskäret (en ö)